# Thersamonia ocliferius
Thersamonia ocliferius är en fjärilsart som beskrevs av Yuri P. Nekrutenko 1977. Thersamonia ocliferius ingår i släktet Thersamonia och familjen juvelvingar. Inga underarter finns listade i Catalogue of Life.